# Westfield (Maine)
Pour les articles homonymes, voir Westfield.
Westfield est une ville située dans l’État américain du Maine, dans le comté d’Aroostook. 

## Géographie
| Presque Isle (Maine) | Easton (Maine) |                   |
|                      | Mars Hill      | Haut-Kent         |
|                      |                | Mars Hill (Maine) |